# Anatemnus elongatus
Anatemnus elongatus es una especie de arácnido del orden Pseudoscorpionida de la familia Atemnidae.

## Distribución geográfica
Se encuentra en Ecuador y la Guayana.